# Cymatium femorale
Cymatium femorale is een slakkensoort uit de familie Cymatiidae. De wetenschappelijke naam van de soort werd gepubliceerd in 1758 door Carl Linnaeus als Murex femorale, in de tiende editie van Systema naturae.